# Fàbrica Duran (Terrassa)
La Fàbrica Duran és un antic edifici fabril de Terrassa (Vallès Occidental) situat al barri de Vallparadís, que forma part de l'Inventari del Patrimoni Arquitectònic de Catalunya.

## Descripció
És un edifici entre mitgeres, de grans dimensions, amb sòcol de plaques irregulars de pedra. La façana està dividida compositivament en tres cossos, el central és de planta baixa i dos pisos. A la part central hi ha un conjunt de tres obertures d'accés, amb una gran porta flanquejada per dues de més petites, totes elles rectangulars. Al damunt d'aquest conjunt hi ha tres obertures d'arc escarser i un frontó triangular de coronament.

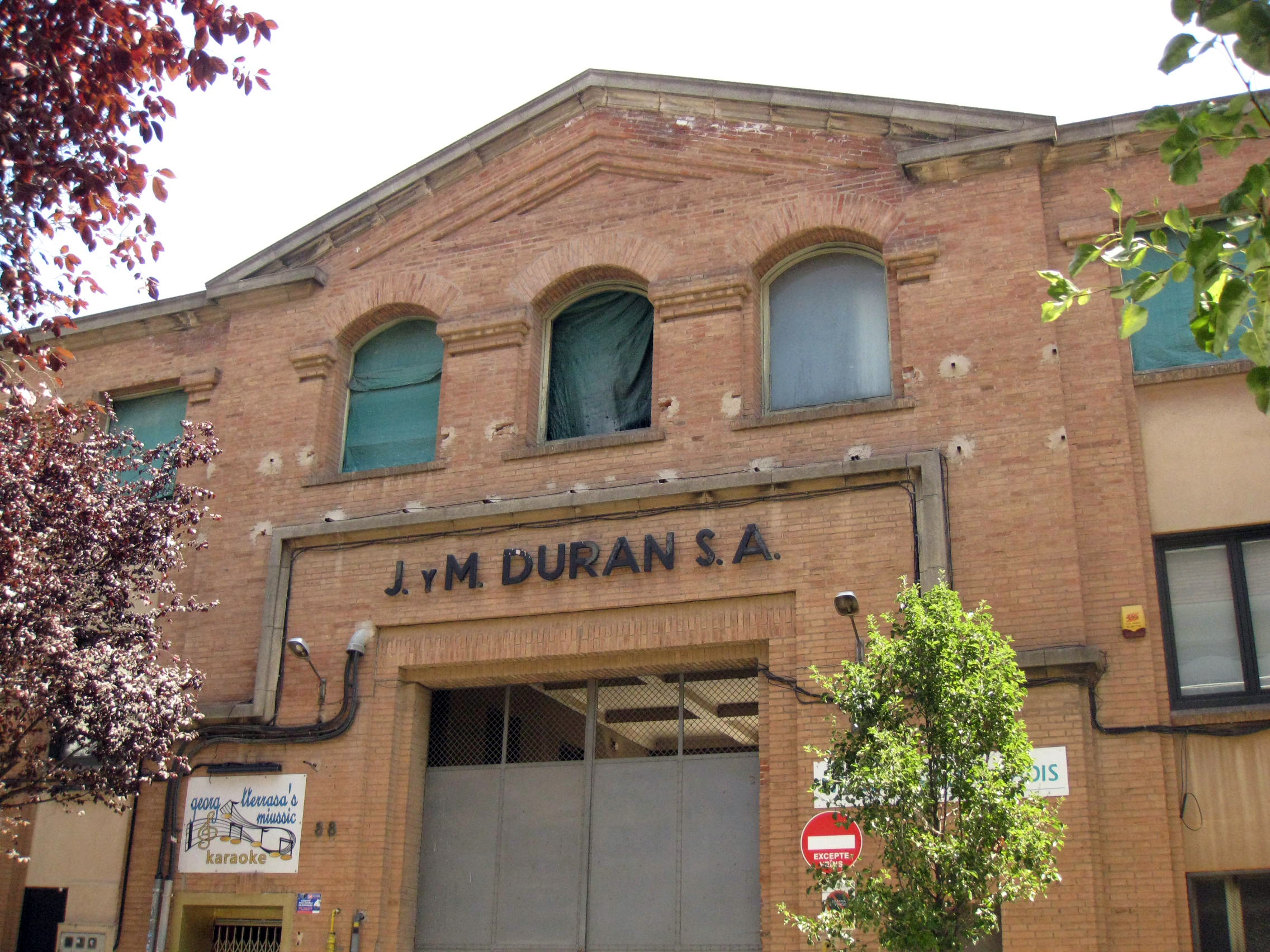
Detall de la part central de la façana, amb el portal d'accés

Els cossos laterals mostren finestres rectangulars, ordenades segons un ritme vertical mitjançant pilastres que abasten les tres plantes. El criteri decoratiu segueix la tradició clàssica, amb frontó i pilastres amb simulació de capitells.

## Història
La fàbrica va ser bastida l'any 1951 pels arquitectes Pere Pigrau i Josep Maria Bassols per a l'empresa tèxtil J. y M. Duran, S.A., creada a final del segle xix i extingida el 1999. Actualment l'edifici allotja empreses comercials i de serveis, així com de tipus industrial.